# Value Added Network
VAN (ang. Value Added Network) — sieć z ofertą usług dodatkowych, która nie jest ogólnie dostępna. Dostęp do niej mogą mieć np. pracownicy firmy lub płatni abonenci.